# Muriel Viejo
Muriel Viejo è un comune spagnolo di 86 abitanti situato nella comunità autonoma di Castiglia e León.